# Ramón Mercader
Jaume Ramon Mercader del Rio Hernández, ps. Jacques Mornard, Frank Jackson (ur. 7 lutego 1913 lub 7 lutego 1914 w Barcelonie, zm. 18 października 1978 w Hawanie) – hiszpański komunista, morderca Lwa Trockiego.

## Życiorys
Większość młodości spędził we Francji, wychowywany samotnie przez matkę Eustacię Maríę Caridad del Río Hernández (ojciec Don Pablo Mercader Marina). Już jako młody człowiek zainteresował się komunizmem, działał w hiszpańskich organizacjach lewicowych już w połowie lat 30. Aresztowany za swoją działalność w 1935 i zwolniony w 1936, po dojściu do władzy Frontu Ludowego. Pod koniec hiszpańskiej wojny domowej wyjechał do Paryża, gdzie został zwerbowany przez oficera INO NKWD, Leonida Eitingona.

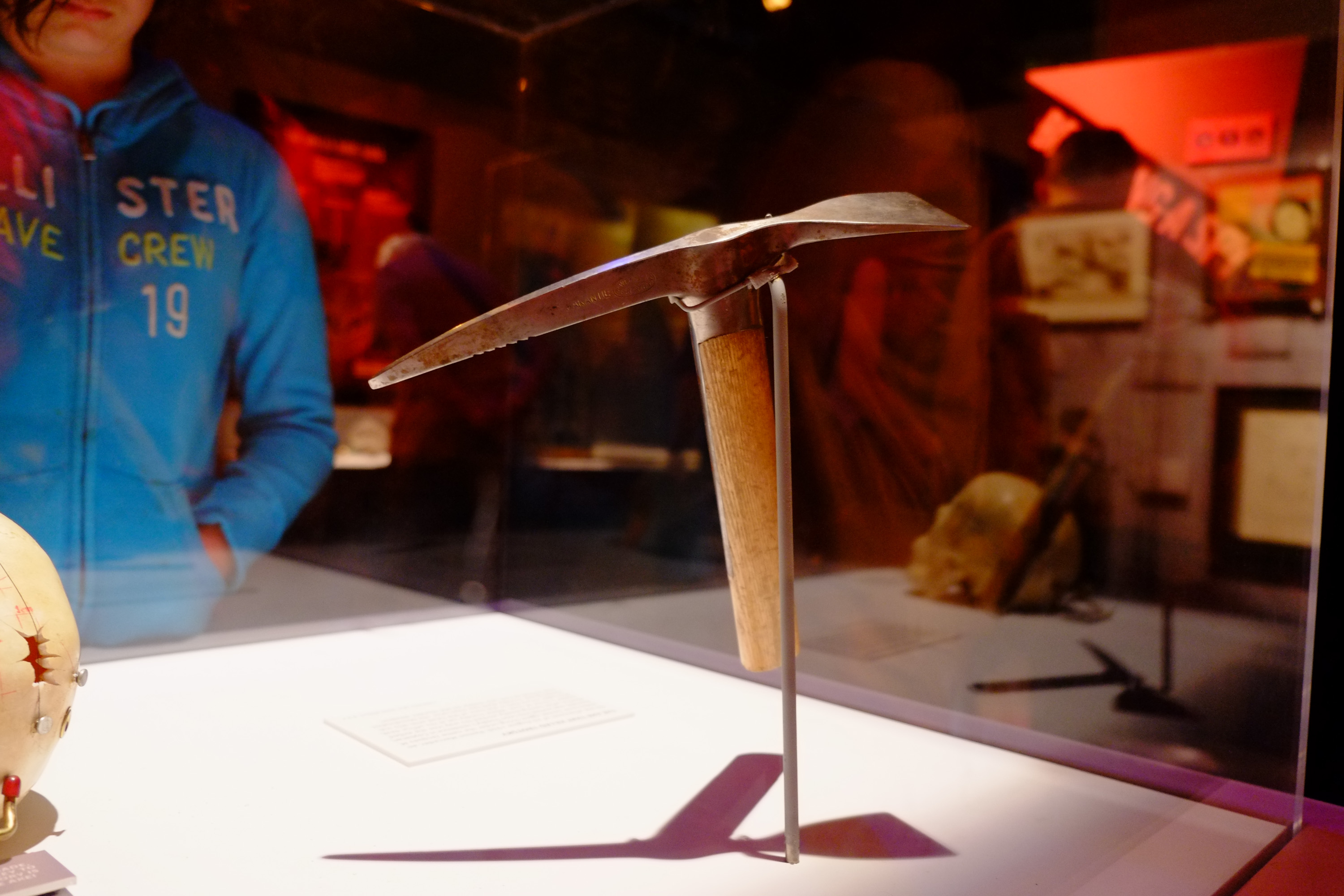
Czekan, którym Mercader zaatakował Trockiego

W 1938 w Paryżu został przez agenta NKWD Marka Zborowskiego poznany z Silvią Ageloff – późniejszą sekretarką Lwa Trockiego. Na polecenie NKWD wyjechał do Nowego Jorku, a następnie do Meksyku, gdzie miał zabić Trockiego. Mercader posługiwał się otrzymanym od NKWD fałszywym paszportem obywatela Kanady, Franka Jacksona. Został przedstawiony Trockiemu przez Ageloff jako jego kanadyjski zwolennik, po czym spotykał się z nim wielokrotnie, zdobywając jego zaufanie.
20 sierpnia 1940 ciężko zranił w głowę Trockiego czekanem przemyconym do willi w Coyoacán pod płaszczem. Jego ofiara zmarła 26 godzin później w szpitalu. Zatrzymany przez ochronę Trockiego, został przekazany policji meksykańskiej, osądzony i skazany na 20 lat pozbawienia wolności. Pomimo starań o przedterminowe zwolnienie, odsiedział niemal cały wyrok. Opuścił więzienie 6 maja 1960 i wyjechał na Kubę.
W 1961 wyjechał do ZSRR, gdzie został powitany z honorami i odznaczony najwyższym odznaczeniem radzieckim – Orderem Lenina i tytułem Bohatera Związku Radzieckiego. Po śmierci pochowano go na moskiewskim Cmentarzu Kuncewskim, pod nazwiskiem Ramon Iwanowicz Lopez.